# 長久寺 (土岐市)
長久寺（ちょうきゅうじ）は岐阜県土岐市駄知町にある阿弥陀如来を本尊とする臨済宗妙心寺派（東海門派 桂春院下）の寺院。山号は天堂山。

## 歴史
寛正2年（1461年）、三州長興寺二世の蘭室を開山に迎えて宗連眞光が開基した。創建時は臨済宗東福寺派に属していた。
文正元年（1466年）、庫裡と本堂を建立。
寛文4年（1664年）に火災に見舞われ堂宇を焼失した。
宝永7年（1710年）妻木町崇禅寺四世の物見の弟子で、土岐口の廣徳寺二世の黙叟が中興を果たし、当時の庄屋であった籠橋三右衛門と塚本六右衛門の3名の連署により京都妙心寺の塔頭の桂春院に出願して妙臨済宗妙心寺派に転派した。
明和元年（1764年）、庫裡を再建。
文化8年（1811年）、般若経蔵を建立。
天保5年（1834年）十ニ世の常福密應の代に再び火災で焼失し、天保6年（1835年）に庫裡、天保8年（1837年）に本堂を再建。
安政元年（1854年）に十三世の猷岳により再中興を遂げた。
文久2年(1862年）、山門を建立。
明治10年(1877年）、鐘撞堂を建立。
大正12年(1923年）、本堂を竣工。
昭和2年(1927年）、庫裡と玄関を竣工。
長久寺は薬師如来を勧請して本堂の脇間に祀っており、中部四十九薬師霊場の三十三番札所となっている。

## 駄知薬師堂
境外にある駄知薬師堂は、長久寺が管理している。
元は大峰山の山頂にあり、火災に遭った際に本尊の薬師如来が光を放ち、尾張熱田の海を照らして魚が獲れなくなったという。
そのため熱田の漁民が光を頼りに焼け跡から薬師如来を発見し、現在の薬師堂に改めて祀ったという伝説がある
薬師堂の棟札には元禄16年（1703年）の建立とある。
安永8年(1779年)、地蔵尊と弘法大師を合祀した。
毎年、旧十月十一日に例大祭が行われる。また師走の冬至に催される弘法大師の縁日には東濃各地から多くの善男善女の参詣がある。